# Travis Benjamin (pilote automobile)
Pour les articles homonymes, voir Travis Benjamin.
Travis Benjamin est un pilote automobile de stock-car né le 13 décembre 1978 à Belfast, Maine aux États-Unis, surtout actif dans les séries PASS.
Il a fait ses débuts dans des catégories de développement à la piste Unity Raceway dans le Maine en 1995. Il a joint la série PASS North en 2003. À la conclusion de la série 2014, il a cumulé six victoires, 57 top 5 et 82 top 10 en 146 départs, en plus d'être sacré champion de la série en 2012. Ses deux premières victoires ont été acquises en territoire canadien, sa première en triomphant du Atlantic Cat 250 à Scotia Speedworld en Nouvelle-Écosse en 2008 et sa deuxième à l'Autodrome Chaudière au Québec en 2012.
En plus d'avoir concouru dans la série NASCAR Busch North (maintenant connue sous le nom K & N Pro East Series), il a aussi couru dans la défunte série NEPSA (Northeast Pro Stock Association) et le Maritime Pro Stock Tour.